# District de Youxian
Le district de Youxian (chinois simplifié : 游仙区 ; chinois traditionnel : 遊仙區 ; pinyin : Yóuxiān Qū) est une subdivision administrative de la province du Sichuan en Chine. Il est placé sous la juridiction de la ville-préfecture de Mianyang.